# Horní Životice
Horní Životice (německy Seitendorf, polsky Żywocice Górne) jsou obec v okrese Bruntál. Žije zde 335 obyvatel.

## Členění obce
Obec se nedělí na místní části a celá leží v jednom katastrálním území nazvaném Horní Životice.

## Historie
První písemná zmínka o obci pochází z roku 1265, kdy náležely velehradskému klášteru. Od 1. ledna 1978 do 23. listopadu 1990 byly Horní Životice částí obce Horní Benešov.
Na území obce se těžila ve 13. století stříbrná ruda. Z té doby pochází i štola pod hřbitovem. Do roku 1947 zde byly dva funkční větrné mlýny. Dnes již zůstaly jen zbytky jednoho na Františkově.

### Vývoj počtu obyvatel
Počet obyvatel Horních Životic podle sčítání nebo jiných úředních záznamů:
| Rok            | 1869 | 1880 | 1890 | 1900 | 1910 | 1921 | 1930 | 1950 | 1961 | 1970 | 1980 | 1991 | 2001 |
| -------------- | ---- | ---- | ---- | ---- | ---- | ---- | ---- | ---- | ---- | ---- | ---- | ---- | ---- |
| Počet obyvatel | 843  | 807  | 831  | 786  | 785  | 737  | 726  | 432  | 418  | 421  | 349  | 327  | 335  |

1. ↑  z toho: 6 Čechoslováků, 704 Němců; 717 řím. kat., 2 evang., 7 bez vyzn.
2. ↑  z toho: 315 Čechů, Moravanů a Slezanů, 12 Slováků, 3 Němci, 2 Poláci; 98 řím. kat., 2 čsl. hus., 4 evang., 1 pravosl., 208 bez vyzn.

V Horních Životicích je evidováno 145 adres : 137 čísel popisných (trvalé objekty) a 8 čísel evidenčních (dočasné či rekreační objekty). Při sčítání lidu roku 2001 zde bylo napočteno 124 domů, z toho 89 trvale obydlených.

## Pamětihodnosti
- Kostel svatého Mikuláše
- Větrný mlýn na návrší na místě zaniklé osady Francberk

## Galerie

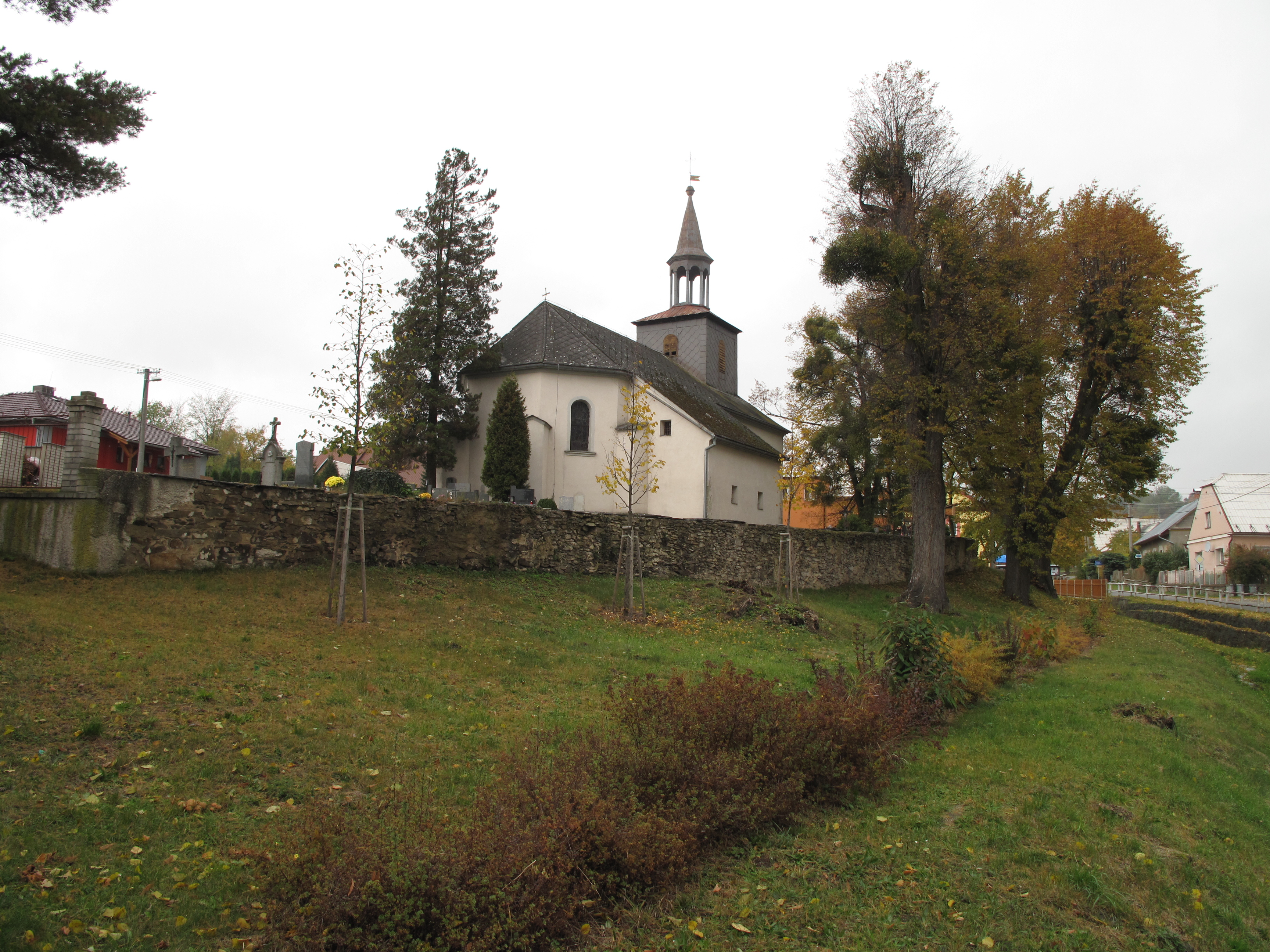
Kostel sv. Mikuláše
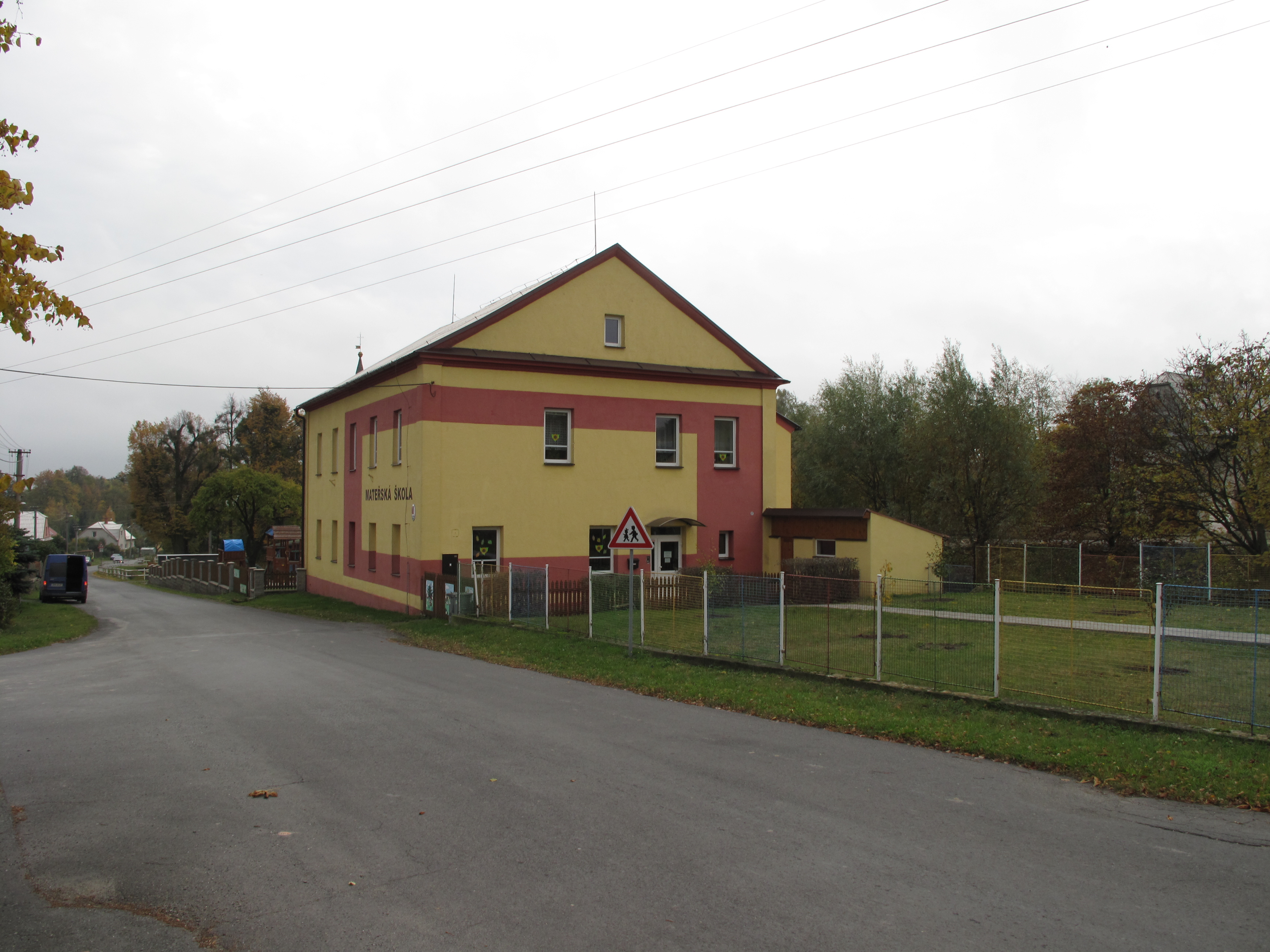
Mateřská školka
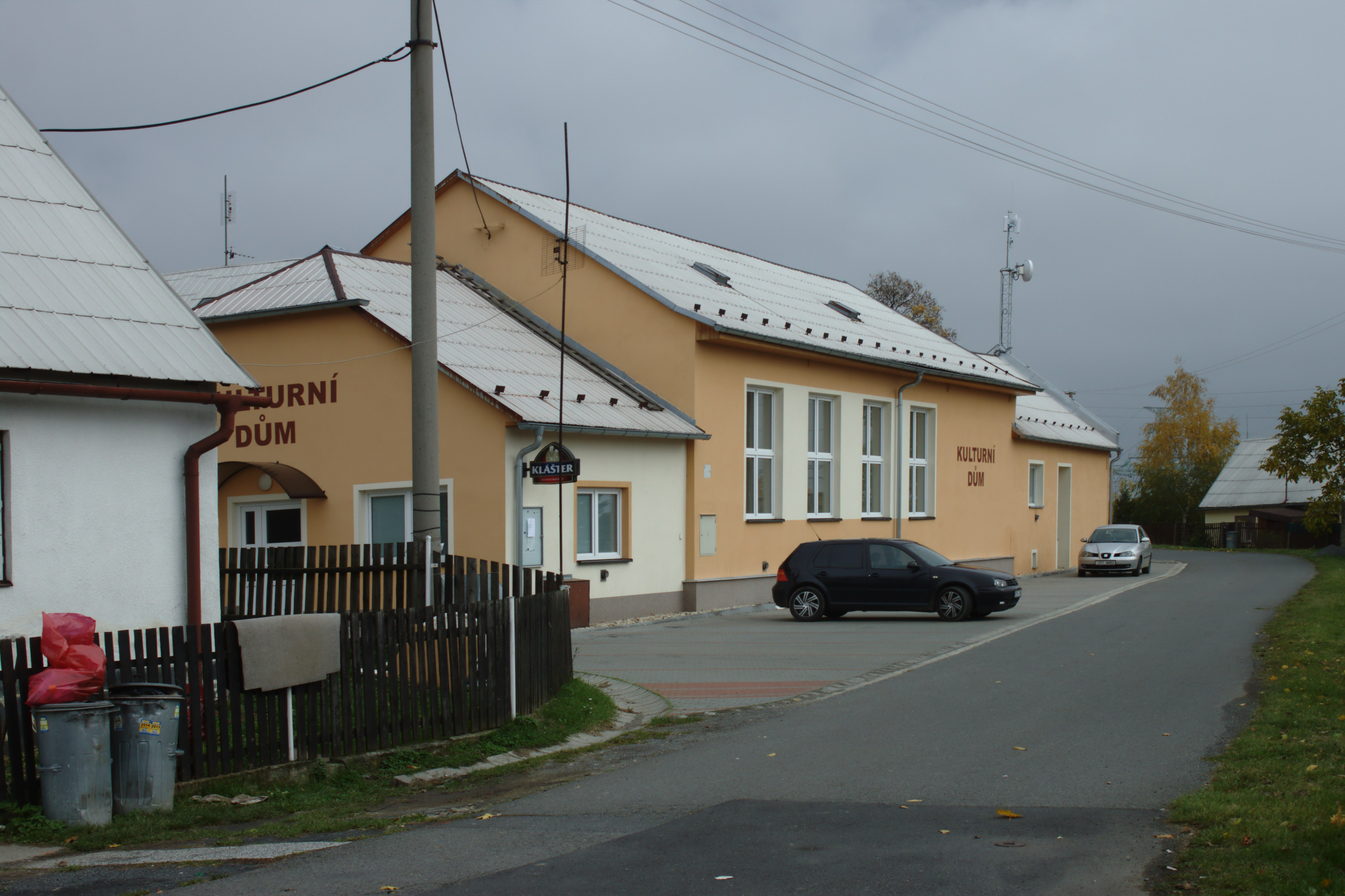
Kulturní dům